# Frieda Fromm-Reichmann
Frieda Fromm-Reichmann (ur. 23 października 1889 w Karlsruhe, zm. 28 kwietnia 1957 w Rockville) – niemiecko-amerykańska lekarka, psychoanalityczka, zaliczana do pionierów psychoterapii analitycznej psychoz. Autorka koncepcji schizofrenogennej matki.

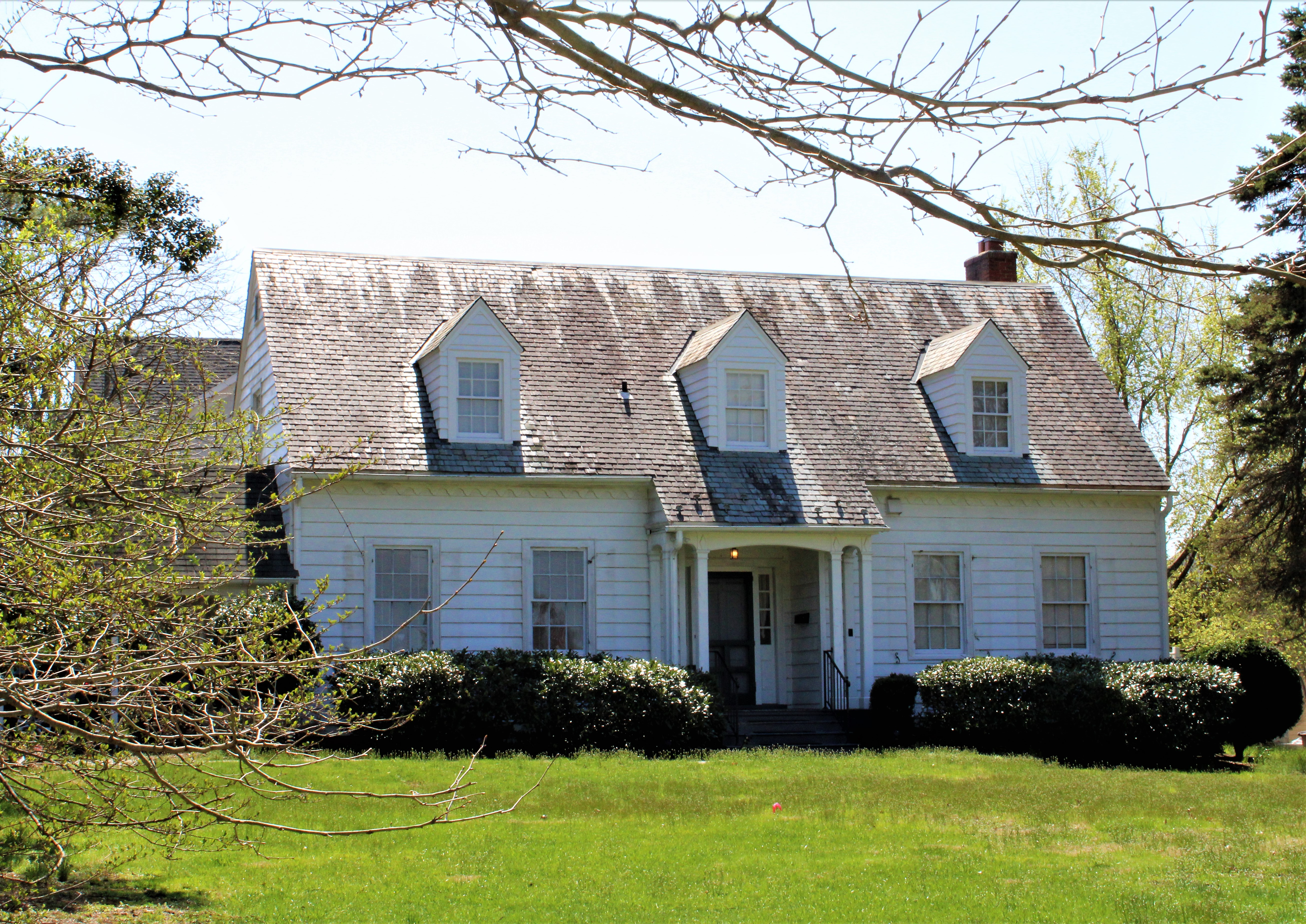
Dom Friedy Fromm-Reichmann w Rockville w stanie Maryland

## Życiorys
Urodziła się jako najstarsza córka w żydowskiej rodzinie kupieckiej, jej rodzicami byli Alfred i Klara Reichmann. Studiowała medycynę na Uniwersytecie w Królewcu, tytuł doktora medycyny otrzymała w 1911 roku po przedstawieniu dysertacji Über  Pupillenstörungen bei Dementia praecox, napisanej pod kierunkiem Ernsta Meyera. Podczas I wojny światowej pracowała w klinice neurologicznej w Królewcu u Kurta Goldsteina. W latach 1918–1920 pracowała we Frankfurcie nad Menem, następnie w sanatorium Weißer Hirsch w Dreźnie, a po 1923 w Berlinie. Psychoanalizę rozpoczęła podczas hospitacji w monachijskiej klinice Emila Kraepelina. Psychoanalizę szkoleniową ukończyła u Hannsa Sachsa w Berlińskim Instytucie Psychoanalitycznym (niem. Berliner Psychoanalytisches Institut). Potem otworzyła prywatne sanatorium w Heidelbergu, które jednak z powodu trudności finansowych zostało zamknięte w 1928 roku. W 1926 roku w Heidelbergu poślubiła Ericha Fromma, który był początkowo jej analizantem. W 1933 roku wyemigrowała do Stanów Zjednoczonych i rozpoczęła pracę w klinice psychiatrycznej Chestnut Lodge w Rockville prowadzonej przez Dextera M. Bullarda.

## Wybrane prace
- Frieda Fromm-Reichmann, Dexter M. Bullard (ed.): Psychoanalysis and Psychotherapy. University of Chicago Press, 1959.
- Frieda Fromm-Reichmann, Käte Hügel: Intensive Psychotherapie. Hippokrates-Verlag, 1959.
- Principles of Intensive Psychotherapy. University of Chicago Press, 1960 ISBN 0-226-26599-4.
- Psychoanalyse und Psychotherapie. Eine Auswahl aus den Schriften. Stuttgart: Klett-Cotta, 1988 ISBN 3-12-902770-X.